# Santa María de la Vega
Santa María de la Vega es un municipio y localidad española perteneciente a la provincia de Zamora, en la comunidad autónoma de Castilla y León. El municipio está formado por una sola localidad dividida en dos barrios que, a su vez, se corresponden con dos antiguas localidades: Redelga y Verdenosa. Ambas se integraron en 1925, constituyendo el nuevo y actual municipio de Santa María de la Vega. Pertenece a la histórica y tradicional comarca de Benavente y Los Valles, situada entre los ríos Eria y Órbigo. Cuenta con un término municipal de 17,90 km² y, según datos del padrón municipal 2017 del INE, con una población de 328 habitantes. 

## Geografía
Ubicación
La localidad capital del municipio está situada a una altitud de 728 m s. n. m.
| Noroeste: Coomonte     | Norte: Coomonte         | Noreste: Maire de Castroponce |
| Oeste: Villaferrueña   |                         | Este: Fresno de la Polvorosa  |
| Suroeste: Brime de Urz | Sur: Quintanilla de Urz | Sureste: Morales del Rey      |

## Historia
En la Edad Media, el territorio en el que se asienta la localidad quedó integrado en el Reino de León, cuyos monarcas habrían emprendido la fundación de Redelga y Verdenosa.
Posteriormente, en la Edad Moderna, Redelga y Verdenosa se integraron en la provincia de las Tierras del conde de Benavente y dentro de esta en la Merindad de la Polvorosa y la receptoría de Benavente.
No obstante, al reestructurarse las provincias y crearse las actuales en 1833, ambas localidades pasaron a formar parte de la provincia de Zamora, dentro de la Región Leonesa, quedando integradas en 1834 en el partido judicial de Benavente.
Finalmente, en 1925, las antiguas localidades de Redelga de la Polvorosa y Verdenosa de la Polvorosa, que se situaban a menos de medio kilómetro una de otra, decidieron unirse en un solo núcleo a efectos legales, naciendo como localidad Santa María de la Vega, y desgajándose del municipio de Morales de Rey.

## Geografía humana

### Demografía
Cuenta con una población de 290 habitantes (INE 2024).
| Gráfica de evolución demográfica de Santa María de la Vega entre 1930 y 2021 |
| |
| Población de derecho según los censos de población del INE Población de hecho según los censos de población del INEEntre el censo de 1930 y el anterior, aparece este municipio porque se segrega del municipio 49128 (Morales de Rey) |

## Símbolos
El escudo heráldico y la bandera que representan al municipio fueron aprobados en 2006. El escudo sigue el siguiente blasón:

Escudo cortado y encajado de tres encajes. Primero de plata, doce estrellas de azur de cinco puntas puestas en orla. Segundo de sinople, con dos ondas de plata y dos de azur. Al timbre Corona Real cerrada.
Boletín Oficial de Castilla y León n.º 20 de 30 de enero de 2006

La descripción textual de la bandera es la siguiente:

Bandera rectangular de proporciones 2:3, formada por dos franjas horizontales iguales, blanca la superior y verde la inferior, con doce estrellas de cinco puntas en círculo siendo azules las de franja blanca y blancas las de la franja verde.
Boletín Oficial de Castilla y León n.º 20 de 30 de enero de 2006

## Patrimonio

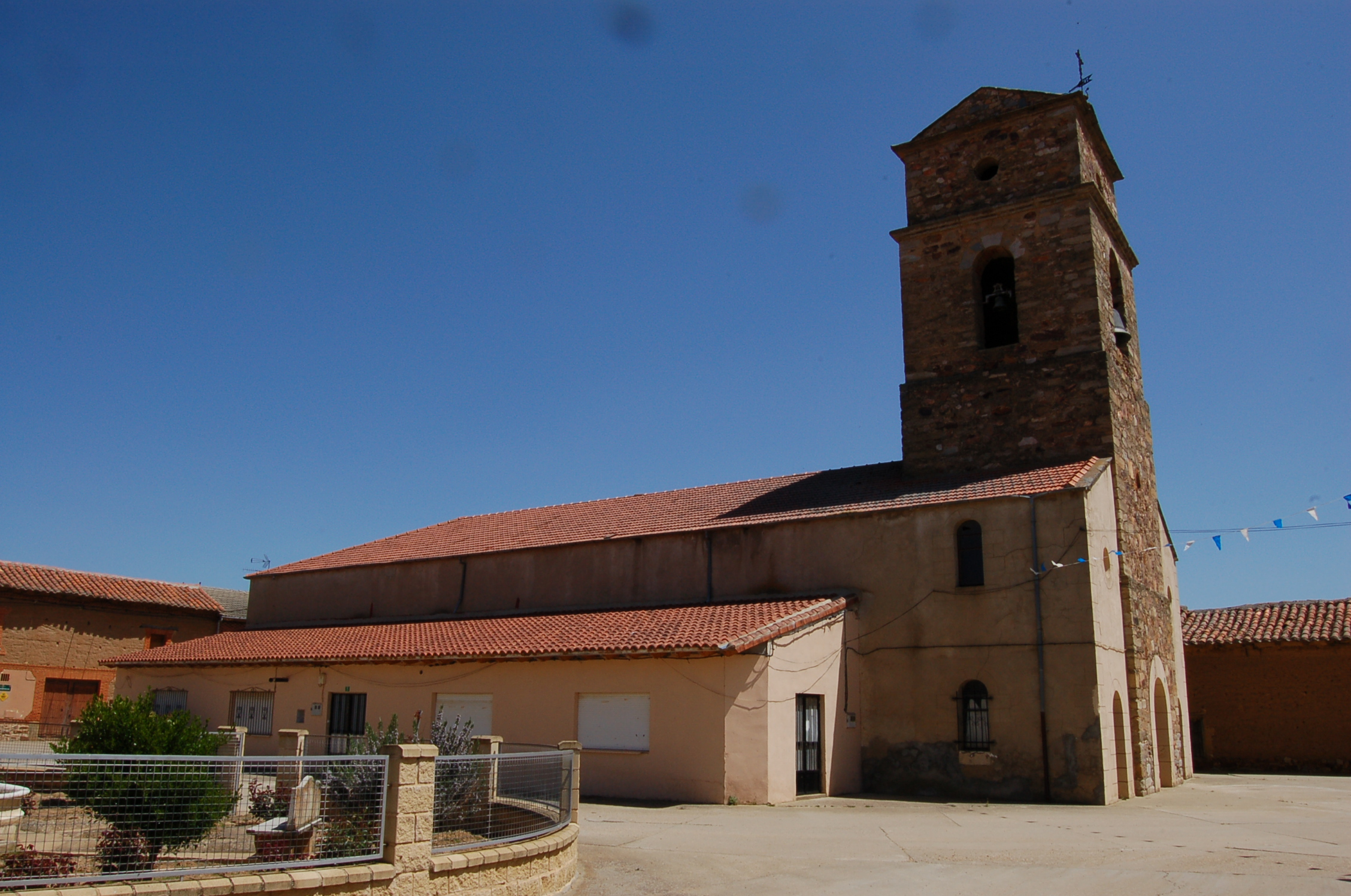
Iglesia.

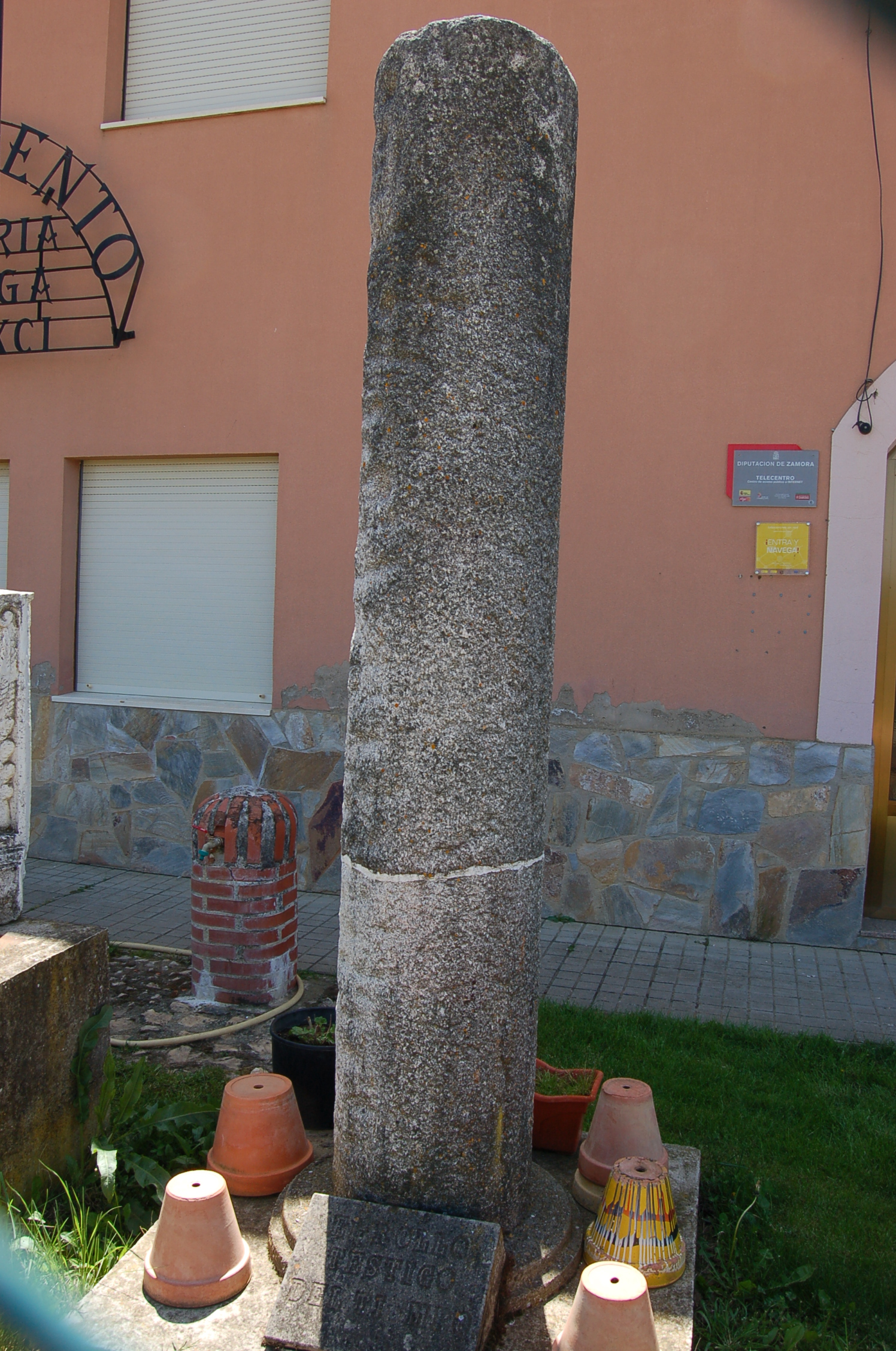
Rollo.

Santa María de la Vega es conocida por dos tipos de construcciones que no tienen nada que ver, uno hace referencia a lo lúdico y la otra a lo espiritual. Esta última no es otra que su iglesia de la que destaca sobremanera su gran torre de piedra en la cual lucen dos grandes campanas. El segundo tipo es la bodega. Multitud de ellas en las pequeñas colinas próximas a la localidad.

## Fiestas
Sus  principales festividades son 15 de agosto la Asunción, 16 de agosto San Roque  y la Virgen del Carmen, celebrada a finales de septiembre.